# Hémiole
En musique, une hémiole (du grec hémiolos, « un et demi ») est l'insertion d'une structure rythmique ternaire dans une structure rythmique binaire, ou inversement. Il s'agit d'un terme propre à la notation ancienne (musique baroque notamment), mais qui subsiste dans certaines partitions contemporaines.

## Définition et exemples
L'étymologie grecque souligne les implications numériques de l'hémiole : il s'agit d'un rapport de 3 pour 2 (ou leurs multiples). En musique ancienne, on trouve aussi l'expression « mesure sesquialtère » (du préfixe latin sesqui, « un et demi »). Par exemple, deux mesures à trois temps sont jouées comme si elles étaient notées sous forme de trois mesures à deux temps : il est écrit 3+3, et on joue 2+2+2 (voir Exemple 1). L'hémiole peut se distinguer clairement à la lecture ou à l'écoute de la partition.
D'usage, la notion d'hémiole s'applique au rythme. Mais elle peut s'appliquer à la constitution d'intervalles, comme dans le cas de la sesquialtère de l'orgue, qui fait appel à la quinte et la tierce de la fondamentale et respecte donc le rapport 1,5 pour 1. Dans son Dictionnaire de musique, Jean-Jacques Rousseau écrit ainsi :

« Hémiole : mot grec qui signifie l'entier et demi, et qu'on a consacré en quelque sorte à la musique. Il exprime le rapport de deux quantités dont l'une est à l'autre comme 15 à 10, ou comme 3 à 2 : on l'appelle autrement rapport sesquialtère.
C'est de ce rapport que naît la consonnance appelée diapente ou quinte ; et l'ancien rythme sesquialtère en naissait aussi. »

— Jean-Jacques Rousseau, Dictionnaire de musique

### Exemple 1
Extrait du Concerto grosso nº3, 4e mouvement, de Georg Friedrich Haendel.
Voici une réécriture du passage précédent, qui rend l'hémiole plus visible :

### Exemple 2
Premières mesures de la chaconne issue du Phaëton de Jean-Baptiste Lully :
Cette fois-ci, on rend l'hémiole plus visible en écrivant :
Dans ces deux exemples, l'hémiole provoque le dédoublement (ou plutôt la division par deux) du tempo puisque deux mesures à 
 deviennent une mesure à 
 dans le premier exemple, et deux mesures à 
 deviennent une mesure à 
 dans le deuxième. En musique baroque, l'hémiole est souvent insérée dans des mesures ternaires.

## Usages courants en Occident
L'hémiole baroque est presque systématiquement intégrée à une cadence en fin de phrase (une cadence parfaite le plus souvent). La rupture par l'hémiole de la régularité rythmique de l'œuvre permet alors d'attirer l'attention de l'auditeur sur le mouvement cadentiel concluant le morceau de musique ou l'une de ses sections.
Mozart prend le contrepied de cette tradition dans le menuet (3e mouvement) de sa Symphonie no 40. Le Recordare de son Requiem en est truffé, chaque phrase de soliste se terminant par une hémiole, et le finale de ce mouvement en enchaînant trois d'affilée. L'hémiole est présente dès le début du mouvement aux violons par une structure de phrase à 2 temps (sur 3 mesures) alors que la basse (violoncelles et contrebasses) propose un accompagnement à 3 temps, comme mentionné dans le chiffrage de mesure.
Avant lui, Michael Haydn avait déjà donné un rythme très haché au Dies iræ de son requiem en mêlant irrégulièrement, dès le début du morceau, des mesures à 
 et des paires de mesures en hémiole formant l'équivalent de mesures à 
.
À l'époque romantique, Johannes Brahms, dont l'originalité rythmique constitue à elle seule une signature caractéristique, utilisera abondamment l'hémiole, tant dans ses œuvres orchestrales que dans son écriture pianistique. Le scherzo de sa seconde Sérénade en est, d'un bout à l'autre, un exemple typique : un thème binaire sur une mesure à 
. Pendant 62 mesures dans le trio, les cordes martèlent un rythme à deux temps sur une pédale de tonique, tandis que les vents déroulent leur mélodie ternaire.[réf. nécessaire]

## Significations
Comme toute autre figure musicale, rythmique ou intervallique, l'usage de l'hémiole n'est pas dénué de sens.
Dans la musique baroque, il donne une sensation d'espace, d'aisance, de maîtrise du temps puisqu'on a le droit de jouer avec ses « échéances » habituelles et de les déplacer (les accents de début de mesure ou de carrure) tout en retombant d'accord à la mesure suivante. Cette notion de liberté contrôlée est d'ailleurs éminemment baroque. On peut se demander dans quelle mesure « jouer » avec la carrure binaire en la bousculant quelque peu est une façon d'exprimer une récalcitrance potentielle des éléments, ou si au contraire, évoquer un rythme inhabituel, au passage, juste avant la traditionnelle cadence parfaite, n'est pas asseoir davantage la toute-puissance du rythme initial, et son inamovibilité.
D'ailleurs, dans la musique baroque, l'hémiole est souvent associée à un passage harmonique tendancieux, comme un mouvement chromatique ou une sixte napolitaine.
Chez Beethoven, le finale du Concerto pour piano no 5 débute par une courte hémiole d'une mesure (
 à la main droite, 
 à la main gauche) qui assure au thème principal une dynamique inhabituelle pour l'époque. 
Dans la musique romantique, quand Johannes Brahms utilise l'hémiole, la sensation d'étirement du temps est souvent encore plus présente que dans la musique baroque, notamment parce qu'il la privilégie dans les tempos lents (4e Ballade op. 10, parties centrale et finale). Chez lui, l'hémiole a la même valeur nonchalante et ambiguë que le trois pour deux d'un triolet ; et pour cause, on observe strictement même rapport numérique. Remplir le « binaire » d'une main avec le « ternaire » de l'autre intervient toujours dans des passages particulièrement expressifs.
Les interprètes ont tout intérêt à fouiller les partitions à la recherche d'hémioles potentielles, et d'y adapter leur exécution en les soulignant, ou au contraire en veillant à la délicatesse et au naturel de leur insertion dans le discours général pour éviter de faux accents. Cette attention portée aux hémioles s'applique à tous les compositeurs, même ceux dont le nom n'est pas traditionnellement associé à l'usage d'hémioles, comme Frédéric Chopin, Franz Liszt ou Claude Debussy. La énième interprétation d'œuvres classiques s'enrichira de ce regard nouveau. Très souvent, l'accent se joue sur le 2e temps de l'hémiole, soit sur le 3e de la première mesure binaire.

## Ailleurs
On trouve des formes d'hémiole dans de nombreux répertoires traditionnels et classiques du monde entier. La musique d'Europe Centrale y fait régulièrement appel : les instruments accompagnants se chargent de la rythmique stable, le violon ou la voix solistes varient les accents tout en respectant la métrique générale, créant une impression de décalage et d'improvisation.
En musique indienne, l'hémiole est une des bases des innombrables variations rythmiques dont sont capables les musiciens.